# Weser (Schiff, 2010)
Die Weser ist ein in der Wesermündung stationiertes Lotsenstationsschiff. Das Schiff wird vom Lotsbetriebsverein e. V., Außenstelle Bremerhaven, bereedert. Eingesetzt wird es in der Wesermündung von der Lotsenbrüderschaft Weser II/Jade in Bremerhaven.

## Geschichte
Die als SWATH-Schiff (also mit zwei Unterwasser-Auftriebskörpern) konzipierte Weser wurde unter der Baunummer 6485 von der Abeking & Rasmussen Schiffs- und Yachtwerft auf dem Gelände der ehemaligen Sieghold-Werft im Bremerhavener Fischereihafen gebaut. Die Kiellegung fand am 18. Juni 2008 statt, am 5. Oktober 2009 lief es von Stapel und am 21. Juni 2010 wurde es fertiggestellt. Der Bau des Schiffes kostete rund 50 Millionen Euro.
Getauft wurde das Schiff am 18. August 2010 an der Seebäderkaje in Bremerhaven. Taufpatin war Elke Ferlemann, die Frau des parlamentarischen Staatssekretärs im Bundesverkehrsministerium Enak Ferlemann.
Das Schiff ersetzt die beiden Einrumpfschiffe Gotthilf Hagen und Kapitän König. Als Ersatzschiff steht die Hanse zur Verfügung.

## Technik und Ausstattung
Die Weser wird dieselelektrisch angetrieben. Die insgesamt vier Generatoren werden von Achtzylinder-Dieselmotoren von MTU Friedrichshafen mit einer Leistung von jeweils 760 kW angetrieben. Die beiden Fahrmotoren mit einer Leistung von je 1260 kW, die über Getriebe auf je einen Festpropeller wirken, sind von AEM Anhaltisches Elektromotorenwerk Dessau. Außer den vier Dieselgeneratoren hat das Schiff noch einen Hilfsdiesel. Die Motoren sind in den Schwimmkörpern untergebracht und so vom Wohnbereich getrennt.
Das Schiff hat ein Bugstrahlruder mit einer Leistung von 350 kW, das in den Backbord-Schwimmkörper eingebaut ist.
An Bord des Schiffes ist Platz für bis zu 34 Besatzungsmitglieder (in Einbettkammern) sowie 50 Lotsen (in Zweibettkammern). Konzipiert ist das Schiff für eine Einsatzdauer von zwei bis drei Wochen. Üblicherweise wird alle zwei Wochen ein Personalwechsel in Bremerhaven durchgeführt. In der Zeit fungiert die Hanse als Stationsschiff in der Wesermündung.
Außer der Stammbesatzung und den Lotsen leben auch die aus jeweils drei Mann bestehenden Besatzungen der Versetzboote, die im Schichtdienst eingesetzt werden, an Bord.

## Konzept

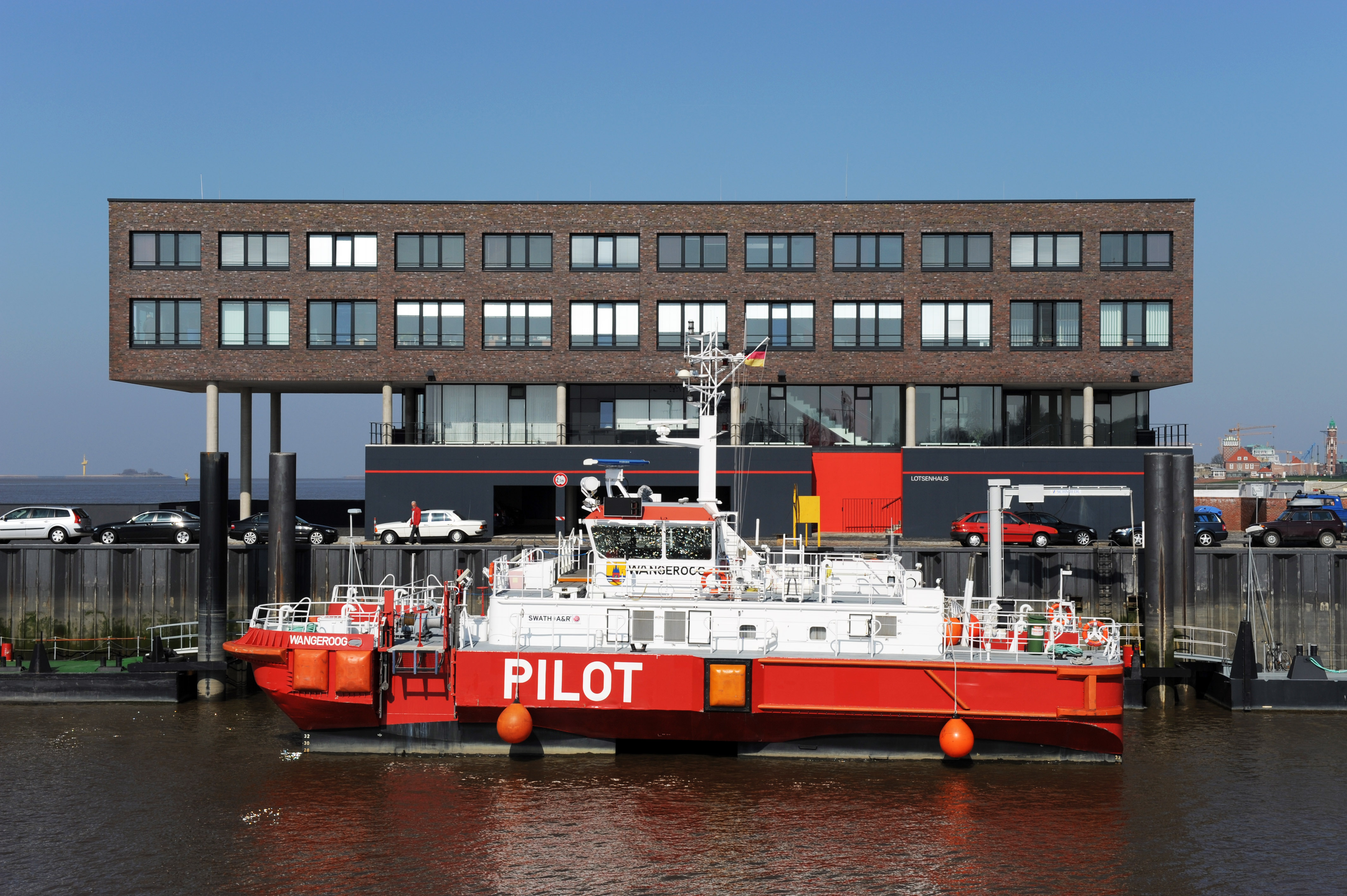
Versetzboot Wangeroog

Zum Konzept gehört außer der Weser, die als Stationsschiff fungiert, ein bis zwei Versetzboote, sogenannte Tender (nach den ostfriesischen Inseln Borkum und Wangeroog benannt). Die Tender sind ebenfalls als SWATH-Schiffe konzipiert und wurden bei Abeking & Rasmussen gebaut. Sie sind 25,65 m lang, 13,0 m breit und haben 2,7 m Tiefgang.
Die Borkum (Rufzeichen: DBBV, Heimathafen: Emden) wurde 2003/2004 unter der Baunummer 6467 gebaut. Die Kiellegung fand am 21. März 2003, der Stapellauf am 6. März 2004 statt. Fertiggestellt wurde das Schiff am 3. März 2004.
Die Wangeroog (Rufzeichen: DBIW, Heimathafen: Bremerhaven) wurde 2003/2004 unter der Baunummer 6468 gebaut. Die Kiellegung fand am 20. Juni 2003, der Stapellauf am 1. September 2004 statt. Fertiggestellt wurde das Schiff am 20. Oktober 2004.
Für Schiffe, die mit den SWATH-Tendern nicht bedient werden können, sind noch zwei kleinere, 8,5 m lange Versetzboote vorhanden. Diese sind als herkömmliche Einrumpfboote konzipiert und werden im Bedarfsfall über Davits, von denen sich je einer auf der Backbord- und der Steuerbordseite befindet, zu Wasser gelassen.

## Kritik der Lotsenbrüderschaft
Nach den guten Erfahrungen mit der SWATH-Technik in der Elbmündung, beschloss die Bundesregierung auch den Kauf entsprechender Systeme für die Weser- und die Emsmündung. Die für die Reviere Außenweser und Jade zuständige Lotsbrüderschaft Weser II/Jade sprach sich wegen der anderen morphologischen Voraussetzungen im Mündungsbereich von Weser und Jade im Vergleich zu dem der Elbe aber für ein Einrumpfschiff als Ersatz für die bisher eingesetzten Lotsenstationsschiffe aus, wie bisher in Verbindung mit Versetzungen mit Helikopter. So fehlten im Bereich der Lotsenstation von Weser und Jade Sandbänke, hinter die sich das bis zu einer Wellenhöhe von etwa 3,5 m einsetzbare Stationsschiff bei höherem Seegang zurückziehen könne. Von den sogenannten Binnenpositionen bei Hoheweg-Reede, auf die sich das Stationsschiff zurückziehen könne, ist die Lotsenversetzung für große Schiffe ohne auf Helikopter zurückgreifen zu können, nur eingeschränkt möglich.